# Benet Vilamitjana i Vila
Benet Vilamitjana i Vila (Sant Vicenç de Torelló, 1812 - Tarragona, 1888) fou un sacerdot català, Arquebisbe de Tarragona i bisbe de Tortosa. Fets els estudis al Seminari de Vic, s'ordenà sacerdot (1836) i entra de catedràtic de filosofia en la institució que l'havia format. Ensenyà aquesta disciplina des de 1839 fins a 1850. A més, impartí llocs teològics (1851-1854) i actuà de vicerector del Seminari (1851-1854). Entretant obtingué el batxillerat en filosofia per la Universitat de Barcelona (1845), una regència de segona classe per a ensenyar història (UB, 1846) i entrà de professor al Col·legi de Segon Ensenyament de Vic (des del primer any de funcionament). Ajudà el Pare Claret en els primers temps del nou orde, oferint-li tot l'ajut que estava a les seves mans. En 1854 guanyà una canongia magistral a la Seu d'Urgell, època en què confegí el seu recull de sermons publicats anys més tard amb el concurs del canonge Collell.
El seu treball al capdavant de la canongia durà set anys, finalitzats el qual va ser preconitzat bisbe de Tortosa (1861). Es posà davant una diòcesi que feia gairebé trenta anys que estava sense bisbe, amb unes estructures força delicades. Com a bisbe, participà activament en el Concili Vaticà I i en la recollida de cabals per al papa sota l'obra d'Òbol de Sant Pere. Promocionà les Religioses de la Consolació, les Religioses Providència i les Carmelites Descalces; creà el Col·legi de Sant Josep per fomentar les vocacions religioses i va fer possible l'establiment dels Jesuïtes en el convent de Franciscans de Jesús. La revolució de 1868 deixà devastada la seva diòcesi; és ple de tristor el quadre que relata al nunci quan li descriu els detalls. En 1876 va aconseguir que li restituïssin l'edifici del Seminari, el restaurà i hi fundà, tal com funcionava a Vic, un Col·legi de Segon Ensenyament. En 1879 fou designat arquebisbe de Tarragona. Dedicà també un considerable esforç al Seminari, aixecant-lo de bell nou al costat del seu palau i començant una campanya de reforma en contra de l'integrisme que afectà tant alumnes com professors (1833).

## Publicacions
- «Sermons del D[octor] D[on] B[enet] V[ilamitjana] Arquebisbe de Tarragona, predicats essent magistral de la Seu d'Urgell» Vol. 1, 1888. Vol. 2, 1890.
- «Novena a Maria Santisima de Núria» (Joan Diumenge, Puigcerdà 1858)
- «Oraciones de visita y reglamento de la Archicofraría de Jóvenes Católicos de María Immaculada y Teresa de Jesús» (Tipografia Católica, Barcelona 1876)
- «Compendio de la vida y martirio del beato Fray Jacinto de Orfanell, de la orden de los predicadores (1886)»
- «Compendio de la vida y martirio del beato Fray Jacinto de Orfanell, de la orden de anotados y publicados por Juan Corominas». Aris e hijos, Tarragona 1892.
- «Elogio fúnebre que, con motivo de la traslación de los restos del ... Pablo de Jesús Corcuera ... al rico panteón ... que le dedicaron su successor y antinguo familiar» (Valls, Vic 1862)